# Acacia baronii
Acacia baronii é uma espécie de leguminosa do gênero Acacia, pertencente à família Fabaceae.